# Sébastien Nollevaux
Sébastien Nollevaux est un journaliste belge de la RTBF. Il a présenté durant 7 années l'émission On n'est pas des pigeons !

## Biographie
papa de lounol

## Carrière
Sur La Une, il coprésente l'émission d'information pratique Au quotidien avec Véronique Barbier jusqu'en août 2009.
À partir du  7 septembre 2009, il présente le 13H de la RTBF, jusqu'au 18 mars 2011.
Le 21 mars 2011, il prend les rênes d'un nouveau magazine de consommation sur La Une appelé On n'est pas des pigeons !.
En décembre 2013, il participe à l'opération de solidarité Viva for life au profit des enfants vivant sous le seuil de pauvreté en Belgique francophone. Avec ses collègues Sara De Paduwa et Raphaël Scaini, le trio a tenu l’antenne à tour de rôle 24 heures sur 24, durant 6 jours et 6 nuits, soit 144 heures de direct. L'opération est reconduite en décembre 2014 avec les 3 mêmes animateurs. 
En juin 2018, il annonce qu'il quitte la présentation de l'émission "On n'est pas des pigeons !".
En 2020, il devient producteur avec Justine Katz de la nouvelle émission d'investigation de la RTBF, Investigation. Celle-ci remplace les émissions Questions à la Une et Devoir d'enquête.